# Luca Marinelli
Luca Marinelli (Roma, 22 de octubre de  1984) es un actor italiano. Ganó el premio  David de Donatello por mejor actor no protagonista por la película Lo llamaban Jeeg Robot y la Coppa Volpi, por mejor interpretación masculina por Martin Eden.

## Biografía
En 2003, sigue un curso de guion y recitación con Guillermo Glanc. Más tarde entra en el 2006 en la Academia Nacional de Arte Dramático, donde consigue el diploma académico en el 2009. Alcanza la notoriedad cuando interpreta en 2010 a Mattia, protagonista de La soledad de los números primeros, al lado de Alba Rohrwacher. En 2013, es candidato al premio David de Donatello, a la Cinta de plata y al Globo de oro como mejor actor protagonista por la película Todos los santos días. En 2013, representa a  Italia en la sección Shooting Stars del Festival de Berlín.
En 2015, es protagonista del último largometraje de Claudio Caligari, No seas malo, donde interpreta al protagonista Cesare. Por esa interpretación gana Premio Pasinetti al mejor actor en la 72 edición del Festival de Cine de Venecia y obtiene una segunda nominación a los David de Donatello en 2016. En 2015, actúa en Lo llamaban Jeeg Robot, dirigido por Gabriele Mainetti, donde interpreta  "El Zingaro". Gracias a su interpretación gana Marinelli su primer David de Donatello como mejor actor no protagonista, así como una Cinta de Plata y un Ciak de oro en la misma categoría. En el mismo año, además participa en el videoclip de Nada de extraño, sencillo de debut del cantautor Giorgio Luego, su amigo. En 2017, interpreta Fabrizio De André en la miniserie Fabrizio De André #- Príncipe libre.
En 2017, participa en la serie Trust, transmitida en el canal estadounidense vía cable FX  y en Italia en el canal satellitare Sky Atlantic del 28 marzo al 30 de mayo de 2018, dirigido por Danny Boyle, donde interpreta a Primo, líder de la banda Ndrangheta, involucrado en el secuestro de John Paul Getty III, nieto del magnate del petróleo Jean Paul Getty. 
En 2019, interpreta el rol del protagonista Martin Eden en la homónima película dirigido por Pietro Marcello, e inspirado a la novela Martin Eden de 1909 escrita por Jack London. Gracias a esta interpretación gana la Copa Volpi por la mejor interpretación masculina en la 76ª edición del Festival de Venecia.
Interpretará a Diabolik en la homónima película de los Manetti Bros, para salir en el 2020, con Miriam León como Eva Kant, también estará en la película The Old Guard dirigida por Gina Prince-Bythewood.

## Filmografía

### Cine
- La soledad de los números primeros, dirigida por Saverio Costanzo (2010)[2]
- El último terrestre,  dirigida por Gian Alfonso Pacinotti (2011)
- Waves, dirigida por Corrado Piedras (2011)
- Nina, dirigida por Elisa Fuksas (2011)
- Todos los santos días, dirigida por Paolo Virzì (2012)
- La gran belleza, dirigida por Paolo Sorrentino (2013)
- El mundo refinado en fondo, dirigida por Alessandro Lunardelli (2013)
- No ser malo, dirigida por Claudio Caligari (2015)
- Lo llamaban Jeeg Robot, dirigida por Gabriele Mainetti (2015)
- Slam #- Todo para una chica, dirigida por Andrea Molaioli (2016)
- El padre de Italia, dirigida por Fabio Mollo (2017)
- Dejados ir, dirigida por Francesco Amado (2017)
- Una cuestión privada, dirigida por Paolo y Vittorio Taviani (2017)
- Fabrizio De André #- Príncipe libre, dirigida por Luca Facchini (2018)
- Recuerdos?, dirigida por Valerio Mieles (2018)
- Martin Eden, dirigida por Pietro Marcello (2019)
- La vieja guardia, dirigida por Gina Prince-Bythewood (2020)
- Diabolik, dirigida por Manetti Bros. (2021)

### Televisión
- LOS Cesaroni – serie de TV (2008)
- Prueba todavía prof! – serie de  TV (2008)
- Butta la luna – seri de TV (2009)
- Un azar de conciencia – serie de TV
- María de Nazaret – miniserie TV (2012)
- Die Pfeiler der Macht – serie de TV (2016)
- Trust – serie de TV (2018)
- M. Il figlio del secolo – serie de TV (2025)

### Videoclip
- Nada de extraño, single de Giorgio Poi, regia de Francesco Lettieri (2016).

## Teatro
- Amen (2006)
- Fedra's Love (2007)
- Tiempo scaduto (2008)
- LOS Blues (2008)
- LOS Monstruos De Fedra (2008)
- Arianna a Nasso (2008)
- Waterproof (2008)
- LOS Monólogos (2008)
- LAS Sectas a Tebe (2008)
- Fantasía Allerchina (2009)
- Ensueño de una noche de verano, regia de Carlos Cecchi (2009#-2010 y 2011#-2012)

## Audiolibro
- Quejo de Portnoy de Philip Roth, Emons Audiolibri (2017)

## Premios y nominaciones
Festival Internacional de Cine de Venecia
| Año  | Categoría                       | Trabajo nominado | Resultado |
| ---- | ------------------------------- | ---------------- | --------- |
| 2015 | Premio Pasinetti al mejor actor | No seas malo     | Ganador   |
| 2019 | Copa Volpi Mejor actor          | Martin Eden      | Ganador   |

Premios Sant Jordi
| Año  | Categoría                          | Trabajo nominado | Resultado |
| ---- | ---------------------------------- | ---------------- | --------- |
| 2020 | Mejor actor en película extranjera | Martin Eden      | Ganador   |

Otros premios
- David de Donatello 2019 - Nominación como Mejor actor protagonista por Fabrizio De André #- Príncipe libre.
- David de Donatello 2016 #- Mejor actor no protagonista por Lo llamaban Jeeg Robot.
- Cintas de plata 2016 #- Mejor actor no protagonista por Lo llamaban Jeeg Robot.
- Cintas de plata 2016 #- Premio Persol #- Personaje del año.
- Ciak de oro 2016 #- Mejor actor no protagonista para Lo llamaban Jeeg Robots
- Ciak de oro 2017 #- Mejor actor no protagonista por Slam #- Todo para una chica y Dejados ir.

## Otros proyectos
- Wikiquote contiene citazioni di o su Luca Marinelli
- Wikimedia Commons contiene immagini o altri file su Luca Marinelli